# Darat
Darat war ein Flächenmaß in Somaliland.
- 1 Darat = 80 Ar